# Zelmer Rzeszów
Zelmer Rzeszów – polski wielosekcyjny klub sportowy z siedzibą w Rzeszowie.

## Historia
Zakładowy Klub Sportowy Zelmer Rzeszów powstał w 1961 przy patronackim Zakładzie Zmechanizowanego Sprzętu Domowego „Predom-Zelmer”. 21 listopada 1986 odbyła się uroczystość z okazji rocznicy 25-lecia istnienia klubu. W tym czasie prezesem był Antoni Gąsior.

## Piłka nożna mężczyzn
W sezonie 1981/1982 drużyna sekcji piłki nożnej zwyciężyła w klasie międzyokręgowej krośnieńsko-przemysko-rzeszowskiej na czwartym poziomie rozgrywkowym i awansowała do III ligi. Zelmer występował przez sześć sezonów w III lidze. W edycji 1991/1992 III ligi w grupie Kraków Zelmer zajął trzecie miejsce. W sezonie 1997/1998 Zelmer zajął miejsce spadkowe, podobnie jak Stal Rzeszów, jednak następnie oba kluby dokonały fuzji i do sezonu IV ligi 1998/1999 przystąpił zespół pod nazwą Stal Rzeszów, który wygrał te rozgrywki.
W rozgrywkach Pucharu Polski drużyna awansowała do szczebla centralnego, docierając do I rundy w edycji 1978/1979 oraz do II rundy w edycjach 1988/1989 i 1990/1991.
W marcu 1993 zarząd klubu podjął decyzję o likwidacji sekcji piłki nożnej z dniem 30 czerwca 1993 (do tego czasu drużyna występowała w edycji III ligi 1992/1993). Mimo tego Zelmer uczestniczył w edycji III ligi 1993/1994, w której zajął ostatnie miejsce i został zdegradowany.
Wieloletnim piłkarzem klubu, a później trenerem piłkarzy Zelmeru był Zdzisław Napieracz.

## Piłka siatkowa kobiet
W klubie powstała także sekcja piłki siatkowej. W czerwcu 2000 drużyna Zelmeru zajęła czwarte miejsce w turnieju finałowym mistrzostw Polski juniorek. Od 1989 do 2002 trenerem siatkarek Zelmeru był Jan Strzelczyk.

## Szachy
W klubie działał także sekcja szachowa, która zajęcia trzecie miejsce w drużynowych mistrzostwach Polski w szachach błyskawicznych w 2001 (w składzie Dariusz Mikrut, Piotr Dobrowolski, Grzegorz Toczek, Jarosław Sendera).

## Tenis stołowy kobiet
Działał także sekcja tenisa stołowego kobiet, występująca w II lidze.